# Острва Хуан Фернандез
Острва Хуан Фернандез (шп. Archipiélago Juan Fernández) су архипелаг у југоисточном делу Пацифика, удаљен 667 км од обале Чилеа, којем и припада. Састоји се од неколико вулканских острва. Главна острва су Робинзон Крусо и Александер Селкирк. У близини Робинзон Крусоа су острвца Хуананга и Санта Клара. 
Површина архипелага износи 181 км². Свих 633 становника (попис из 2002) живи на острву Робинсон Крусо, где се налази Сан Хуан Баутиста, главни и једини град архипелага. Острва припадају чилеанском региону Валпараисо.
Најпознатија су по томе што је на њима 4 године живота провео усамљени бродоломник Александер Селкирк, инспирација за лик Робинзона Круса, из истоименог романа.